# 中島可之助
中島 可之助（なかじま べくのすけ、又は、なかじま べきのすけ、生没年不詳）は、安土桃山時代の武将。長宗我部氏の家臣。

## 概要
江戸時代中期の軍記『土佐物語』巻第十、長宗我部彌三郎實名の事、に登場する。長宗我部元親の使者として、織田信長に面会したとされるが、織田側の史料にこの事柄の記載はない。また、長宗我部家臣団に中島可之助と比定できる人物がいないため、『土佐物語』の著者による創作の可能性もある。

### 名前の由来
可之助は身分が低く、「席に臨むごとに終に座上に着く事なし」と気にしていた。そこで漢文では必ず一番上に来る「可」という字を使い、名簿の一番上に来るようにした。

### 織田信長との会見
当時、四国統一を目指していた長宗我部元親は、嫡男の弥三郎（長宗我部信親）の烏帽子親を天下統一を目指していた織田信長に依頼し、織田家と同盟しようと考えていた。家臣は家老を遣わすべきだと主張したが、元親の鶴の一声で可之助に決まった。早速可之助は尾州へ赴き、信長と会見したが、信長は可之助に向かい、「元親は無鳥島の蝙蝠だな」と言ったところ、可之助はあわてず「蓬莱宮の寛典に候」と答えた。信長はこの答えを賞賛し、烏帽子親を引き受け、元親の四国の切り取り自由も認めた。